# Santan
Santan è una comunità non incorporata (ed ex census-designated place) degli Stati Uniti d'America, situata nello stato dell'Arizona, nella contea di Pinal.